# Марьяновка (Гребёнковский район)
Марья́новка (укр. Мар'янівка) — село,
Марьяновский сельский совет,
Гребёнковский район,
Полтавская область,
Украина.
Код КОАТУУ — 5320882801. Население по переписи 2001 года составляло 540 человек.
Является административным центром Марьяновского сельского совета, в который, кроме того, входит село
Новодар.

## Географическое положение
Село Марьяновка находится на правом берегу реки Гнилая Оржица,
выше по течению на расстоянии в 0,5 км расположено село Новодар,
ниже по течению на расстоянии в 2,5 км расположено село Полевое,
Рядом проходит железная дорога, станция Марьяновка.

## История
- 1747 — первое упоминание хутора Глубокий Яр [2].
- Село указано на подробной карте близлежащих заграничных владений 1816 года как хутор Глубокий Яр[3].
- 1851 — часть хутора Глубокий Яр стала называться деревней Марьяновка.
- Середина XIX века — село Марьяновка основано объединением хуторов Убежище (Гребинчин Яр) и Глубокий Яр.

## Экономика
- ОАО «Марьяновский ремонтно-механический завод».
- «Марьяновское», ЧП.
- «Механика», ООО, Марьяновский филиал.

## Объекты социальной сферы
- Школа.
- Клуб.

## Известные люди
- Гребёнка Евгений Павлович (1812—1848) — украинский и русский писатель, автор романса «Очи чёрные, очи страстные», родился и похоронен в селе Марьяновка.

## Достопримечательности
- Могила Е. П. Гребёнки.
- Братская могила советских воинов.

## Галерея
- На улице села
- Памятник Энгельсу
- Река Гнилая Оржица на окраине села